# Liste der Museen im Landkreis Leer
Die Liste der Museen im Landkreis Leer führt die Museen im Landkreis Leer auf, die unter anderem Heimatgeschichte und Schifffahrt zum Gegenstand haben.
Liste
| Bezeichnung                          | Ortsteil         | Beschreibung                         | Bild                       |
| ------------------------------------ | ---------------- | ------------------------------------ | -------------------------- |
| Fehn- und Schiffahrtsmuseum          | Westrhauderfehn  | Fehnkultur, Schiffbau und Schiffahrt |                            |
| Feuerschiff Borkumriff               | Borkum           |                                      | Feuerschiff Borkumriff     |
| Heimatmuseum Leer                    | Leer             |                                      |                            |
| Heimatmuseum Rheiderland             | Weener           |                                      | Heimatmuseum Rheiderland   |
| Organeum                             | Weener           | Museum für Tasteninstrumente         | Organeum                   |
| Ostfriesisches Schulmuseum Folmhusen | Westoverledingen |                                      | Ostfriesisches Schulmuseum |